# Potůčkův dům
Potůčkův dům se nachází na Masarykově náměstí v Benešově, číslo popisné 160. Je to jediný benešovský dům, který stojí v šířce původní gotické parcely, a je tak viditelně nejužším domem na náměstí. Dům má tři nadzemní a dvě podzemní podlaží, spodní z nich je vysekáno do skály a je součástí labyrintu chodeb benešovského podzemí vzniklého ve středověku, od kterého je odděleno zazděným vchodem.

## Historie
Potůčkův dům je začleněn v řadě domů tvořící západní stranu Masarykova náměstí a je takto společně s dalšími domy zachycen již na mapě prvního vojenského mapování, které proběhlo v létech 1763–1787. Na císařských otiscích map Stabilního katastru z roku 1840 je evidován pod číslem popisným 57. V přízemí domu se v první polovině dvacátého století nacházelo řeznictví, v druhé polovině dvacátého století byl dům adaptován na cukrárnu, která se nacházela v přízemí domu, a kavárnu, která se nacházela v prvním patře domu. V první polovině šedesátých let dvacátého století došlo k přestavbě domu směrem do dvorního traktu tak, aby bylo vytvořeno dílenské zázemí pro cukrářskou výrobu namísto původní dřevěné stavby, jež sloužila jako řeznická výrobna s udírnou. Vedoucím této cukrárny a pozdějším majitelem domu i obchodního provozu byl cukrářský mistr Milan Potůček, kterého připomíná pamětní deska ve vstupní chodbě domu. 

## Současný stav
V roce 2022 došlo k zahájení kompletní rekonstrukce celého objektu, která byla dokončena v roce 2024. Projekt vypracoval benešovský architekt Ing. arch. Miroslav Němeček. Jeho koncepce představuje symbiózu mezi zachováním secesní tváře domu a moderní architekturou, ve které jsou navrženy zadní trakt a veškeré interiéry. Čelní fasáda domu je ve své spodní části pojata modernisticky, když odkazuje na pro Benešov charakteristickou taženou linku, která se u Masarykova náměstí objevuje na dekorativní fasádě budovy radnice. Přestavbou vznikly tři samostatné vnitřní celky, a to přízemní prostory kavárny s vinárnou, částečně situovanou též ve sklepení domu, dále loftový byt a velkometrážní byt. Střecha zadního traktu byla uzpůsobena jako terasa s japonskou zahradou. V interiéru celého objektu byly použity typické prvky obměňované podle jednotlivých celků. Příkladem je interiér sociálních prostor, který je tvořen hexagonální keramickou mozaikou s barevnou spárou, která se mění podle podlaží domu.

## Galerie

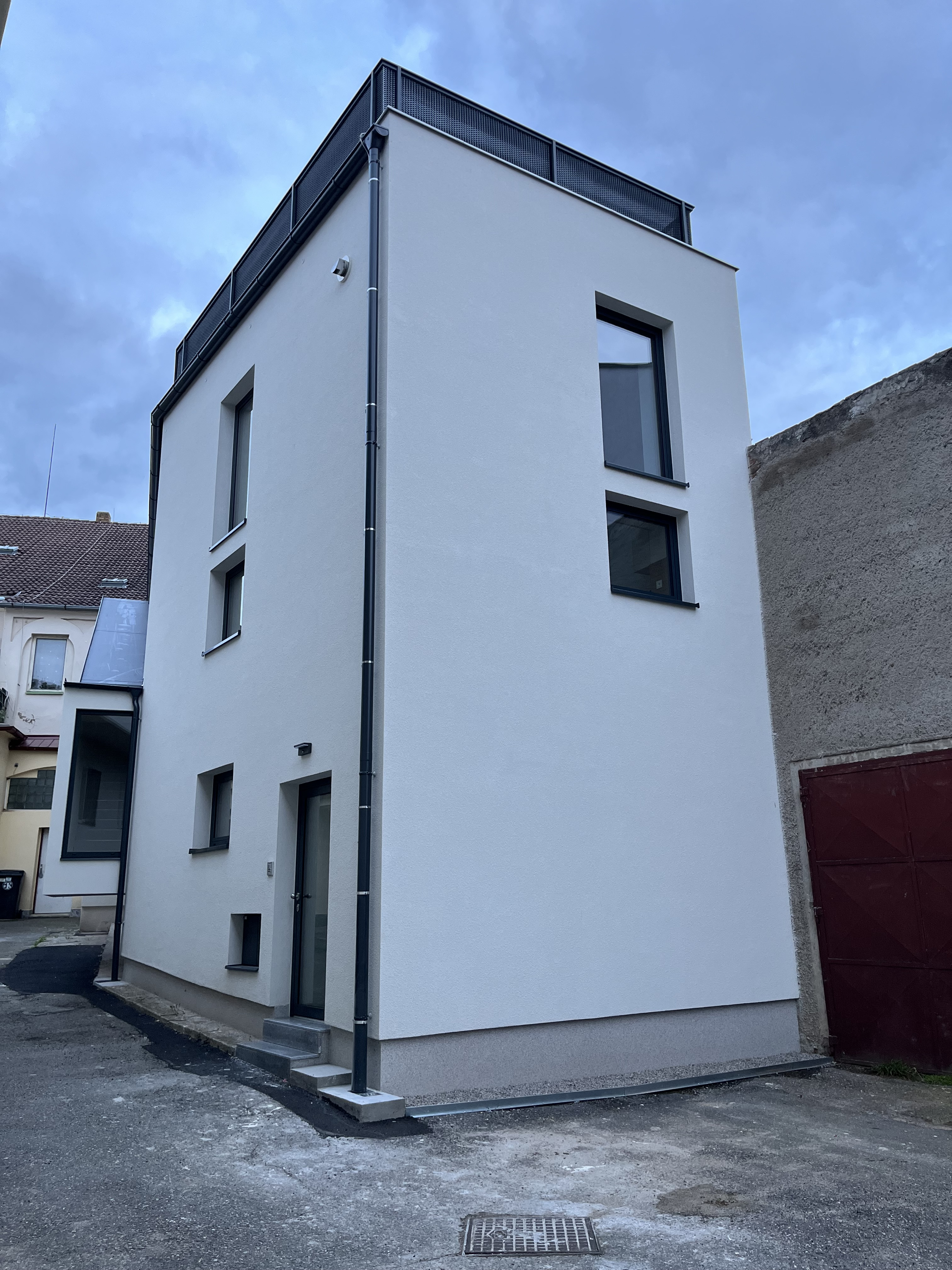
Zadní trakt Potůčkova domu
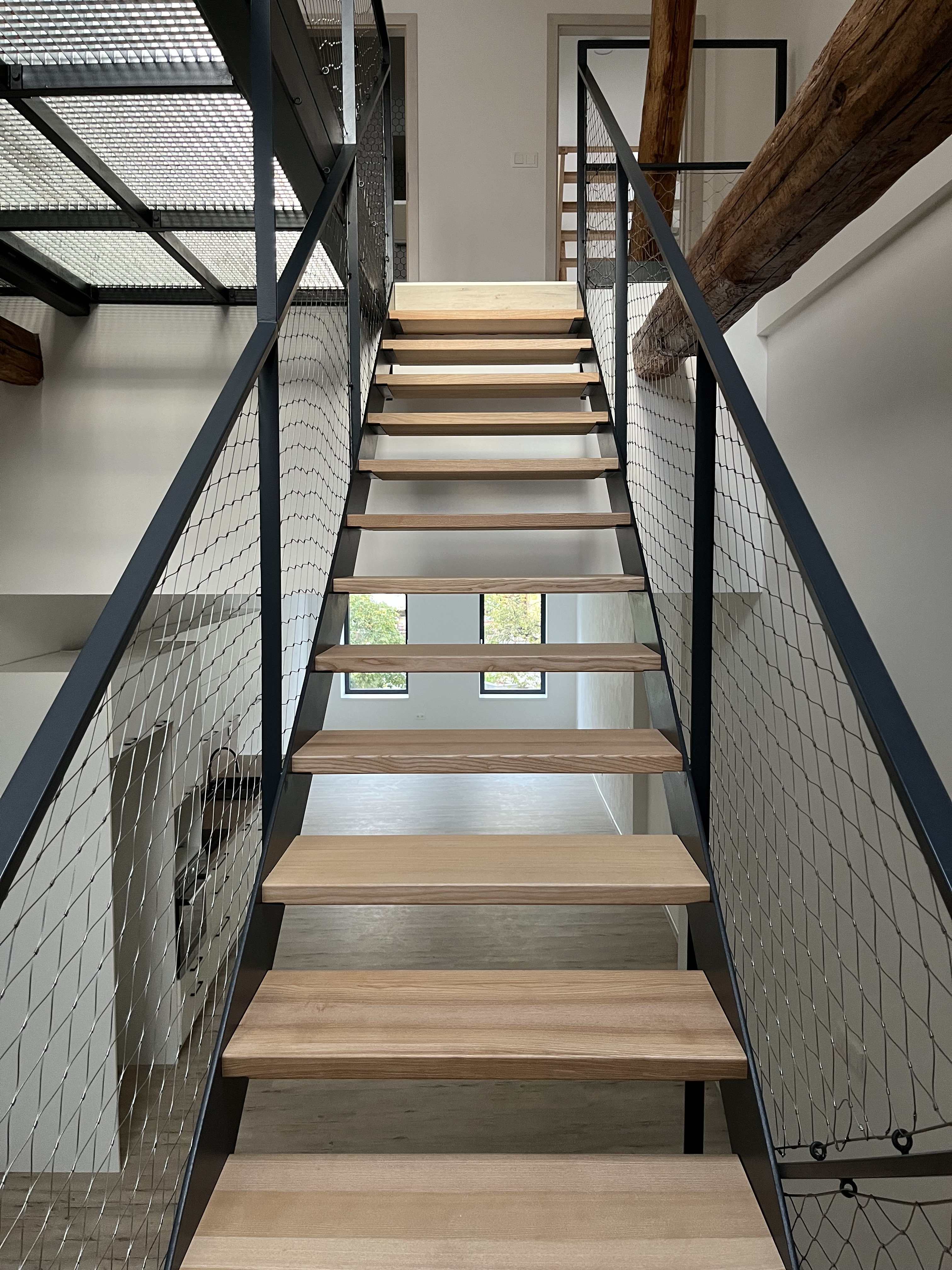
Vnitřní schodiště Potůčkova domu po rekonstrukci
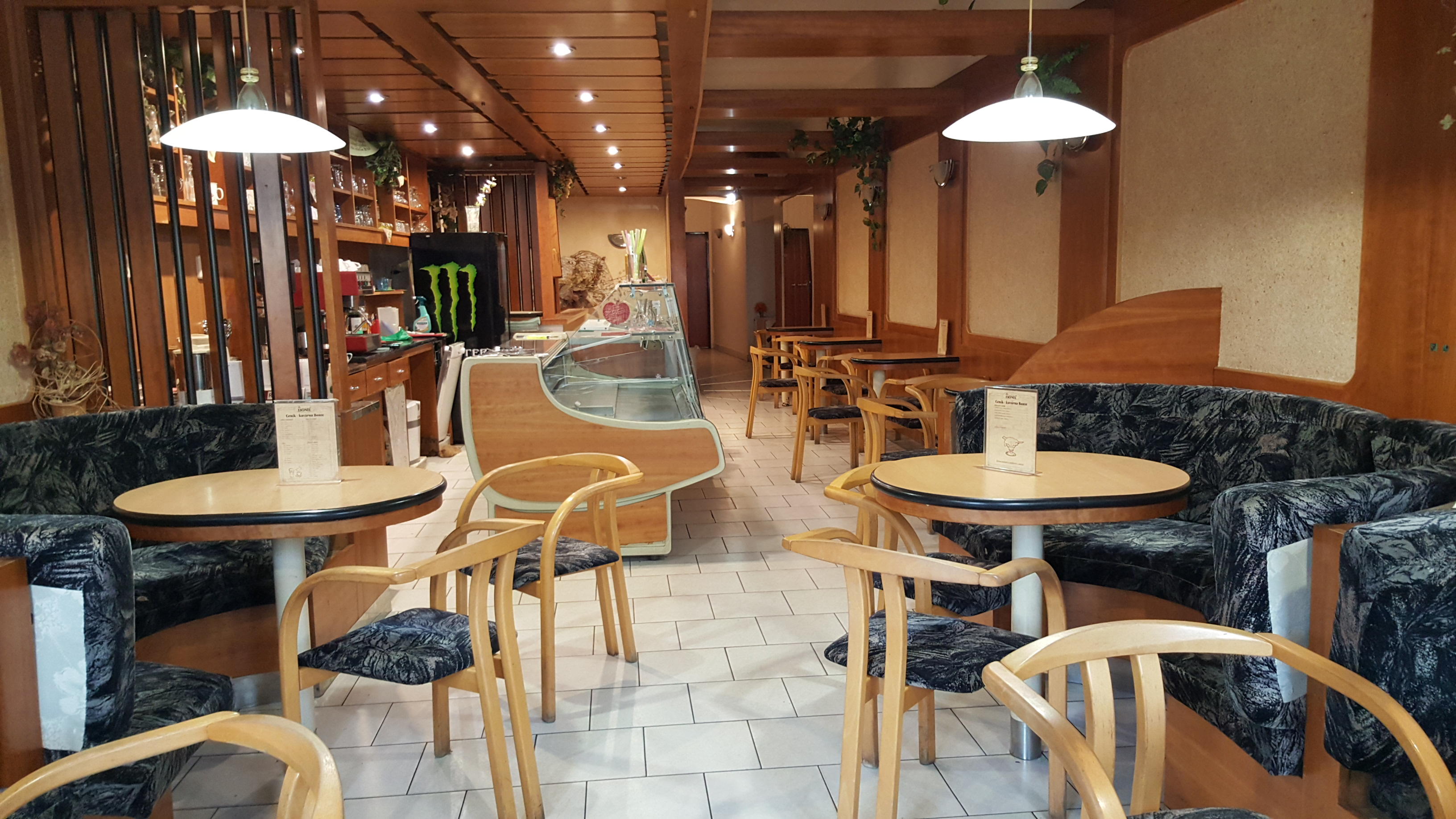
Interiér kavárny před rekonstrukcí
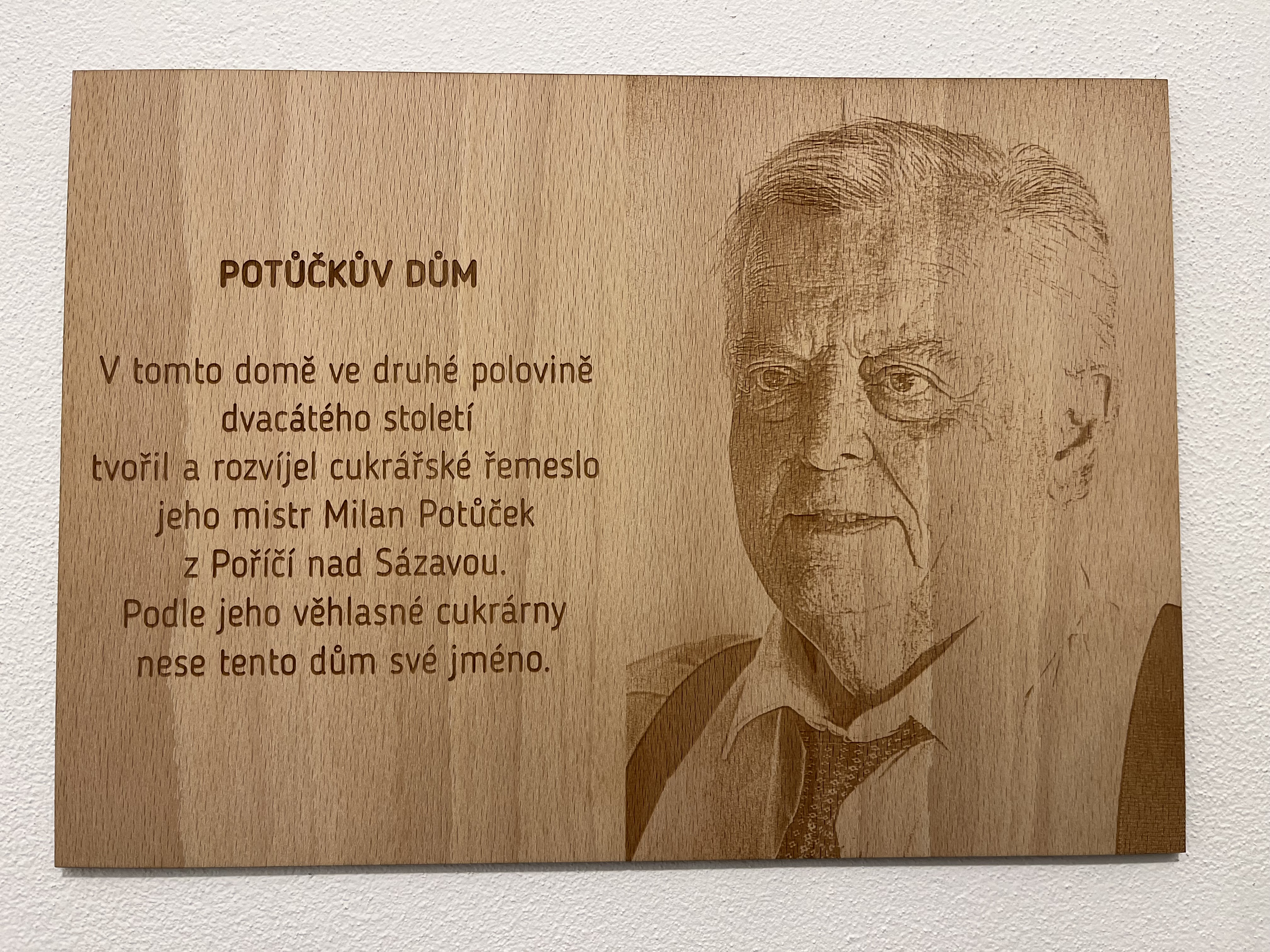
Pamětní deska ve vstupní chodbě domu
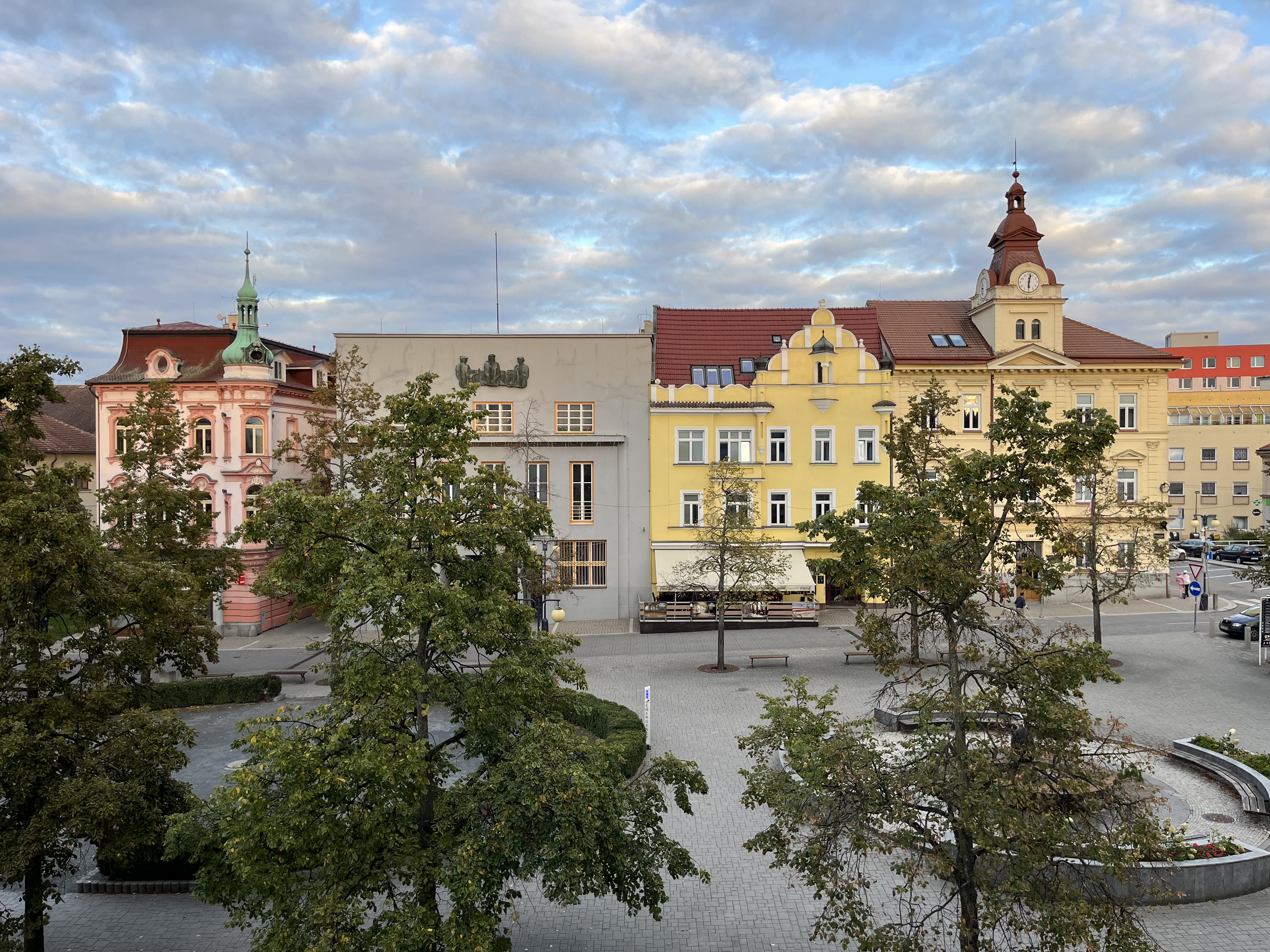
Čelní pohled na Masarykovo náměstí z Potůčkova domu
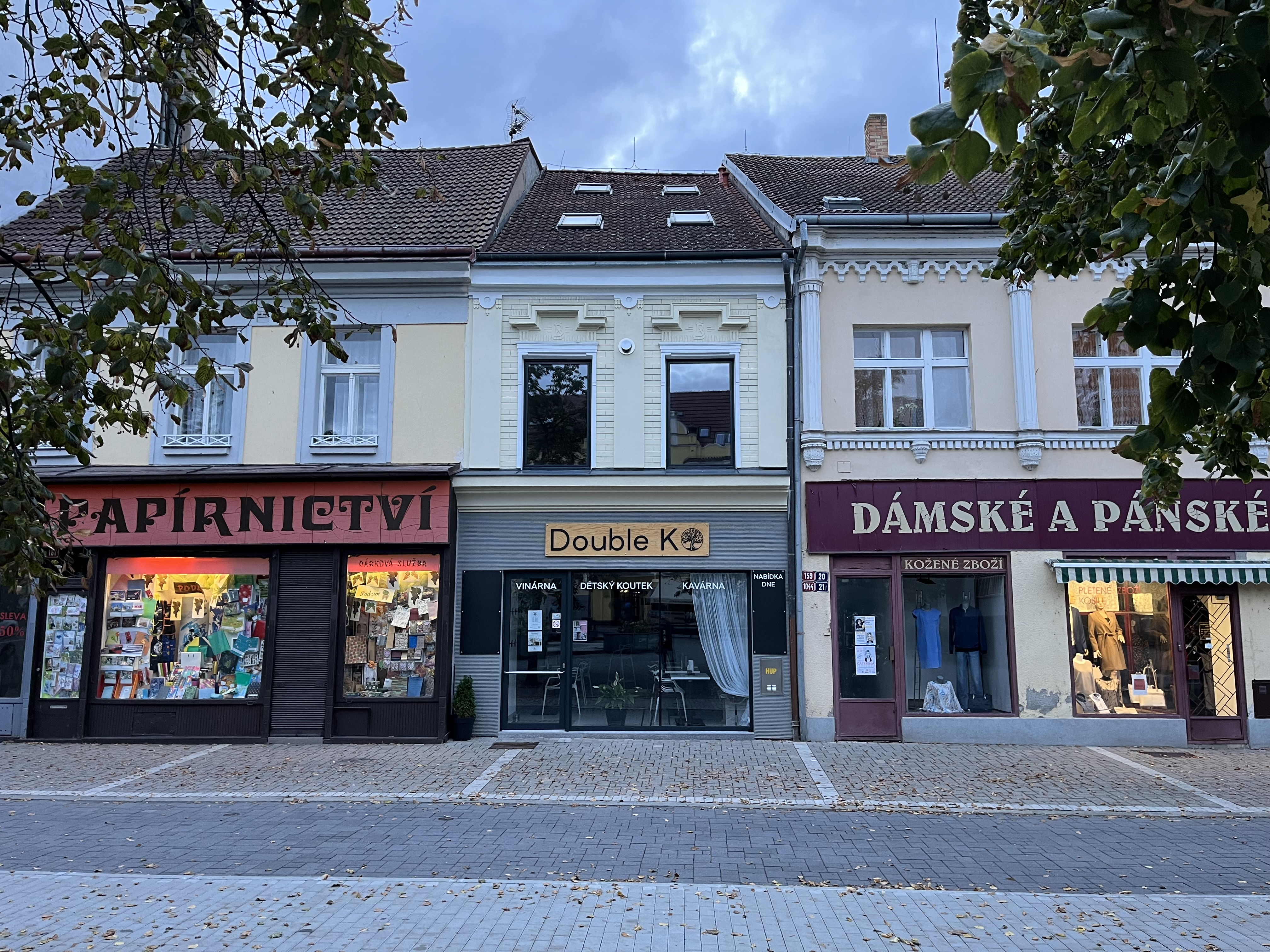
Potůčkův dům je nejužším domem na Masarykově náměstí
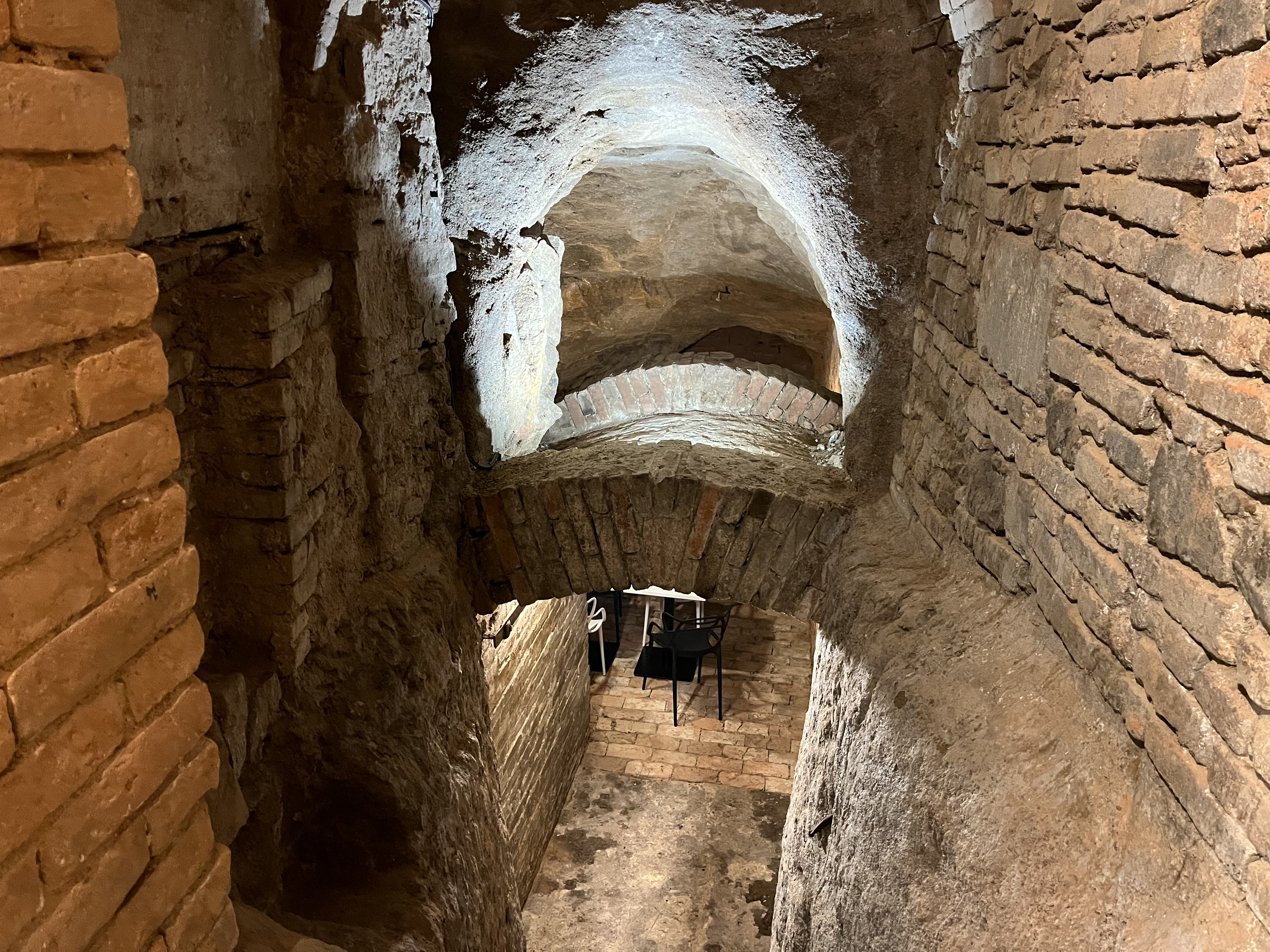
Pohled do sklepení domu